# Le Roi Lear (film, 1910)
 (juillet 2025).
Pour les articles homonymes, voir Le Roi Lear (film).
Pour plus de détails, voir Fiche technique et Distribution.
Le Roi Lear (Re Lear) est un film muet italien, réalisé par Gerolamo Lo Savio, sorti en 1910.

## Synopsis
Il existe une âpre rivalité entre le roi Lear, qui règne sur l’Angleterre et le roi de France. Quand Cordélia, la fille du premier, vient à être exilée pour désobéissance, le second en profite pour l’épouser et déclarer la guerre à son ennemi.

## Fiche technique
- Titre français : Le Roi Lear
- Titre original : Re Lear
- Pays d'origine :  Royaume d'Italie
- Année : 1910
- Réalisation : Gerolamo Lo Savio
- Histoire : William Shakespeare, d'après sa pièce éponyme
- Société de production : Film d'Arte Italiana
- Société de distribution : Pathé Frères (Italie et France)
- Langue : italien
- Format : noir et blanc – 35 mm –  1,33:1 – muet
- Genre : drame
- Durée : 16 minutes
- Dates de sortie : 
  -  Royaume d'Espagne : 12 décembre 1910
  -  Royaume-Uni : 21 décembre 1910

## Distribution
- Ermete Novelli : Le Roi Lear
- Francesca Bertini : Cordelia
- Olga Giannini Novelli : Fille du Roi Lear
- Giannina Chiantoni : Fille du Roi Lear